# 蔡啟僔
蔡啟僔（1619年—1683年），字石公，号昆旸，浙江德清人，清朝政治人物，狀元。

## 生平
明朝禮部尚書蔡奕琛之子，生于万历四十七年（1619年），康熙九年（1670年）中進士一甲第一名（状元），授翰林院修撰，隨即又授日講起居注官。蔡啟僔淡泊仕進，後因小過引咎回籍。卒于康熙二十二年（1683年）。
工诗文书法，著有《洪范五行传》、《游燕草存园集》。从子康熙二十一年状元后官礼部尚书蔡升元。